# Танасоглу Діоніс Миколайович
Діоніс Миколайович Танасоглу (гаг. Dionis Tanasoglu; *1922, Кірієт-Лунга, Румунське королівство — †2006) — молдовський гагаузький поет, прозаїк, драматург, фольклорист; автор першого роману в гагаузькій літературі; багато років викладав у Інституті мистецтв Республіки Молдова, згодом очолював Комратський державний університет; почесний громадянин Гагаузії.

## З біографії
Діоніс Танасоглу народився в 1922 році в селі Кірієт-Лунга. Після закінчення сільської школи він вирушив до міста Аккермана і вступив в учительський коледж, де здобув музичну та філологічну освіту.
Після закінчення коледжу в 1943 році Д. Танасоглу був призваний до лав румунської армії — юнака з середньою освітою зарахували до школи молодших офіцерів. У серпні 44-го, після повалення фашистського режиму, румунська військова частина, в якій служив Діоніс, воювала з німецько-угорськими військами.
В повоєнні роки Діоніс Танасоглу вчителював у рідному селі. В 1950-ті він у складі групи студентів з Молдавської РСР вирушив на навчання до Ленінградського театрального училища. Але після декількох років навчання повернувся до Молдови, де вступив у Кишинівський педагогічний інститут на історико-філологічний факультет.
Діоніс Танасоглу розпочинає писати вірші і прозу, збирає і досліджує гагаузький фольклор. За підтримки АН СРСР Діоніс Танасоглу разом з Миколою Арабаджі та Василем Арабаджі започаткував створення гагаузької писемності, підготував проект кириличної абетки. Відтак, 1957 року Верховна Рада Молдавської РСР прийняла закон про гагаузьку писемність. Згідно з останнім почали відкриватися школи з викладанням гагаузькою мовою, започатковано радіомовлення по-гагаузьки, стали друкувати гагаузомовний додаток до газети «Молдова сочіалісте». У всіх цих процесах національного розвитку гагаузів, які дістали назву «гагаузької весни», Діоніс Танасоглу брав найактивнішу участь. Головним напрямком його діяльності цього часу було організація і ведення курсів з підготовки вчителів гагаузької мови. Разом з тим Танасоглу, як упорядник і редактор, працює над фольклорно-поетичною збіркою «Буджактан сесляр» («Буджацькі голоси», 1959), що стала визначною віхою гагаузької національної культури.
У 1958 році на II Республіканському з'їзді письменників Діоніс Танасоглу оголосив про народження нової літератури — гагаузької. Він творить сам рідною мовою, співпрацює з музикантами і співаками. Одна за одною публікуються його книги, і, нарешті, 1985 року світ побачив перший роман гагаузькою мовою «Узун Керван» («Довгий караван»), рідною ж мовою звучать пісні його авторства.
Величезну роль у вихованні національної самосвідомості гагаузів відіграла театральна діяльність Діоніса Танасоглу. Його п'єси «Буджакта йалин», «Оглала хем Лянка» побачили тисячі людей в гагаузьких селах. Багато років Діоніс Миколайович викладав в Інституті мистецтв Республіки Молдова, а потім став першим ректором Комратського державного університету.
Діоніс Танасолглу — автор перекладу з української на гагаузьку «Заповіта» Тараса Григоровича Шевченка.
Поряд з іншими нагородами за заслуги в галузі літератури і мистецтва, Діонісу Танасоглу було присвоєно звання «Почесний громадянин Гагаузії».

## Джерело
- 2012 рік оголошений роком Гавриїла Гайдаржи і Діоніса Танасоглу(рос.)